# O syndaträl, som i din dvala dröjer
O syndaträl, som i din dvala dröjer är en psalm i 16 verser av Lasse Lucidor med den ursprungliga titelraden "O Syndig man som säker är och trygger", texten bearbetades senare av Jesper Swedberg och ytterligare av Johan Olof Wallin. Dess första publicering var 1685 i en skrift vid namn "Lucida intervalla" och samma år i en andaktsbok av Petrus Brask "Den Sinnrike Fransosens och Herrens De la Serre Söte Döds Tankar". Psalmen förekom sedan i flera versioner i sångböcker av olika slag. Det antas att Lucidor fått inspiration från de texter som Brask hade översatt från De la Serre och Johannis Baptista.
Inledningsorden i 1695 års psalmbok är:
O Syndig man som säker är och trygger
I syndsens sömn och dödsens dwahla ligger
Wak up, och se tigh om, thet är högh tijd
Ännu så är tin Gudh tigh huld och blijd

## Publicerad i
- Nr 409 i 1695 års psalmbok med titelraden "O Syndig man som säker är och trygger", under rubriken "Om then osaliga Ewigheten".
- Nr 465 i 1819 års psalmbok under rubriken "Med avseende på de yttersta tingen: En varnande åtanke på den osaliga evigheten".